# Imaclava
Imaclava é um gênero de gastrópodes pertencente a família Drilliidae.

## Espécies
- Imaclava asaedai (Hertlein & Strong, 1951)[3]
- Imaclava hotei (Otuka, 1949)[4]
- Imaclava ima Bartsch, 1944
- Imaclava pembertoni (H.N. Lowe, 1935)
- Imaclava pilsbryi Bartsch, 1950[5]
- Imaclava unimaculata (Sowerby I, 1834)[6]

Espécies trazidas para a sinonímia
- Imaclava hosoi Okutani, 1964: sinônimo de  Crassispira hosoi (Okutani, 1964)